# پل نوکس
پل نوکس (انگلیسی: Paul Knox؛ زادهٔ ۲۳ نوامبر ۱۹۳۳) بازیکن هاکی روی یخ اهل کانادا است.